# Joseph Weiss (Judaist)
Joseph George Weiss (geb. 1918; gest. 25. August 1969) war britischer Judaist ungarischer Herkunft und Gelehrter der jüdischen Mystik und des Chassidismus.

## Leben
Weiss studierte an der Hebräischen Universität Jerusalem unter der Leitung von Gershom Scholem von 1941 bis 1950 und zog dann nach England. In England unterrichtete Weiss zunächst Kinder im Alter von 5 bis 11 Jahren an einer Jewish School in Leeds, bevor er in London, Manchester und Oxford arbeitete, wo er verschiedene Forschungs- und Lehrpositionen innehatte und schließlich Direktor des Institute of Jewish Studies am University College London wurde.